# Mamie Van Doren

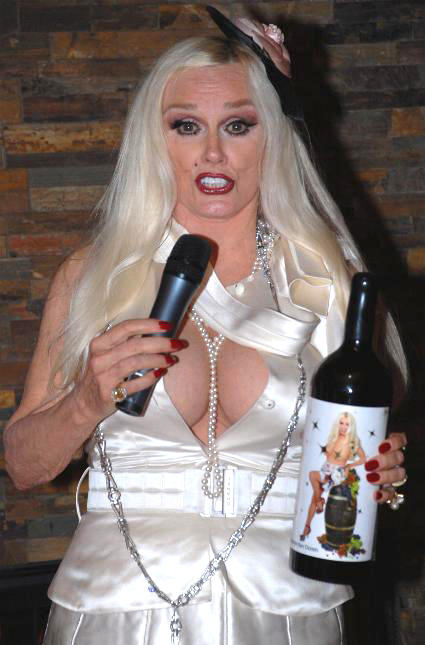
Mamie Van Doren bij de lancering van een naar haar vernoemde wijn (2007)

Mamie Van Doren, geboren als Joan Lucille Olander (Rowena, South Dakota, 6 februari 1931), is een Amerikaans actrice en sekssymbool.

## Biografie
Van Doren werd als Joan Lucille Olander geboren als dochter van Warner Carl Olander (1908-1992) en Lucille Harriet Bennett (1912-1995). Ze is voor driekwart van Zweedse afkomst en voor het resterende deel Engels en Duits. Haar moeder vernoemde Van Doren naar Joan Crawford.
In mei 1942 verhuisde het gezin naar Los Angeles. Daar werkte Van Doren vanaf 1946 als plaatsaanwijzer in een theater. Een jaar later kreeg ze een bijrol in een televisieserie. Daarnaast zong ze met Ted Fio Rito's band en nam ze deel aan missverkiezingen. In de zomer van 1949 won ze de titels Miss Eight Ball en Miss Palm Springs. Tijdens de Miss Palm Springs verkiezingen werd Van Doren ontdekt door Howard Hughes.

### Relaties
Van Doren was getrouwd met vijf mannen: Jack Newman (1949), acteur Ray Anthony (1955-1961), basketbalspeler Lee Meyers (1966-1967), zakenman Ross McClintock (1972-1973) en Thomas Dixon (1979-heden). Met Anthony heeft Van Doren één zoon.
In haar autobiografie schreef Van Doren affaires te hebben gehad met Clark Gable, Howard Hughes, Johnny Carson, Elvis Presley, Burt Reynolds, Jack Dempsey, Steve McQueen, Johnny Rivers, Robert Evans, Eddie Fisher, Warren Beatty, Tony Curtis, Steve Cochran en Joe Namath.

## Carrière
Na een lunch met Hughes gaf hij haar een rol in RKO's Jet Pilot. Ze had slechts één woord als dialoog. De film werd geproduceerd tussen 1949 en 1950 maar zou pas worden uitgebracht in 1957. Een jaar later, in 1951, poseerde Van Doren voor de bekende pin-upgirlartiest Alberto Vargas. Het schilderij dat Vargas van de actrice maakte, werd op de cover geplaatst van de juli-uitgave van Esquire.
Van Doren was toen ze 17 jaar oud was kort getrouwd met Jack Newman. Ze scheidden nadat Newmans gewelddadige aard openbaar was geworden.
Van Doren deed meer figurantenrollen voor RKO, waaronder voor His Kind of Woman. Omdat ze haar rollen te klein vond, begon ze in het theater te werken. Liedjesschrijver Jimmy McHugh ontdekte haar voor zijn musicals. Hij zag echter al snel in dat Van Doren te talentvol was voor het koor en hij gaf haar dramalessen. Toen ze te zien was als Marie in het toneelstuk Come Back, Little Sheba, werd ze opgemerkt door Phil Benjamin, een man die de audities deed voor films van Universal Studios.

### Films
Op 20 januari 1953 tekende Van Doren een contract bij Universal. De studio had grootse plannen met haar en wilde van haar net zo'n succes maken als 20th Century Fox had met Marilyn Monroe. Nadat ze de artiestennaam Mamie Van Doren had gekregen, was de actrice te zien in Forbidden.
Van Doren was vooral te zien in bad-girl movies, films die later cult werden. Omdat ze daarnaast ook was te zien in de eerste rock-'n-rollfilms, werd Van Doren zelf ook gezien als rock-'n-rollzangeres.
Hoewel zij en andere blonde sekssymbolen, onder wie Cleo Moore, Sheree North en Diana Dors, niet dezelfde legendarische status als Monroe behaalden, werd Van Doren wel beroemd en een memorabel sekssymbool. Zo werden Monroe, Van Doren en Jayne Mansfield The 3 M's genoemd.
Hoewel Van Doren vooral te zien was in B-films, heeft ze ook verscheidene gedenkwaardige films gemaakt, waaronder Teacher's Pet (1958), Born Reckless (1958), High School Confidential (1958) en The Beat Generation (1959).
In 1959 vernieuwde Universal haar contract niet, waarna Van Doren problemen kreeg met het vinden van rollen. Ze kreeg rollen in onafhankelijke producties. Ze poseerde in 1963 voor Playboy om haar film 3 Nuts in Search of a Bolt (1964) te promoten.
Van Doren opende haar eigen nachtclub en was vooral te zien in het theater. Ook ging ze op tournee naar Vietnam tijdens de toenmalige oorlog.

## Filmografie
- Footlight Varieties (1951)
- His Kind of Woman (1951)
- Two Tickets to Broadway (1951)
- All American (1953)
- Forbidden (1953)
- Yankee Pasha (1954)
- Francis Joins the WACS (1954)
- Ain't Misbehavin' (1955)
- The Second Greatest Sex (1955)
- Running Wild (1955)
- Star in the Dust (1956)
- Untamed Youth (1957)
- The Girl in Black Stockings (1957)
- Jet Pilot (1957)
- Teacher's Pet (1958)
- High School Confidential! (1958)
- Born Reckless (1958)
- Guns, Girls, and Gangsters (1959)
- The Beat Generation (1959)
- The Beautiful Legs of Sabrina (1959)
- The Big Operator (1959)
- Girls Town (1959)
- Vice Raid (1960)
- College Confidential (1960)
- Sex Kittens Go to College (1960)
- The Private Lives of Adam and Eve (1960)
- The Blonde from Buenos Aires (1961)
- The Candidate (1964)
- 3 Nuts in Search of a Bolt (1964)
- The Sheriff Was a Lady (1964)
- The Las Vegas Hillbillys (1966)
- The Navy vs. the Night Monsters (1966)
- You've Got to Be Smart (1967)
- Voyage to the Planet of Prehistoric Women (1968)
- The Arizona Kid (1971)
- That Girl from Boston (1975)
- Free Ride (1986)
- The Vegas Connection (1999)
- Slackers (2002)

- Bibliothèque nationale de France: cb12134895x (data)
- Gemeinsame Normdatei: 134080793
- International Standard Name Identifier: 0000 0000 7830 7193
- Library of Congress Control Number: n86045355
- MusicBrainz: ac9cc610-369e-43eb-9bb2-e8c0149bf48f
- SNAC: w6xj4bw1
- Virtual International Authority File: 55354933
- WorldCat: E39PBJvCKmfPmGgdwDrXkmBVmd